# Hohenbollentin
Hohenbollentin ist eine Gemeinde im Landkreis Mecklenburgische Seenplatte. Historisch gesehen gehört das Dorf aber zu Pommern. Die Gemeinde wird vom  Amt Demmin-Land verwaltet, das seinen Sitz in Demmin hat.

## Geografie und Verkehr
Hohenbollentin liegt etwa 15 km südlich von Demmin. Die B 194 verläuft westlich der Gemeinde. Durch das Gemeindegebiet fließt der Augraben.

## Geschichte
Hohenbollentin wurde erstmals in einer Schenkungsurkunde des Pommernfürsten Wartislaw III. vom 6. Juli 1226 urkundlich erwähnt.

## Wappen, Flagge, Dienstsiegel
Die Gemeinde verfügt über kein amtlich genehmigtes Hoheitszeichen, weder Wappen noch Flagge. Als Dienstsiegel wird das kleine Landessiegel mit dem Wappenbild des Landesteils Vorpommern geführt. Es zeigt einen aufgerichteten Greifen mit aufgeworfenem Schweif und der Umschrift „GEMEINDE HOHENBOLLENTIN * LANDKREIS MECKLENBURGISCHE SEENPLATTE“.

## Sehenswürdigkeiten
- Kirche Hohenbollentin (im Jahr 1326 erstmals erwähnt)